# Nadija Wolynska
Nadija Wolynska (ukrainisch Надія Волинська; * 18. April 1984 in Lwiw, Ukrainische SSR) ist eine ukrainische Orientierungsläuferin.
Wolynska startete bereits ab 2006 bei internationalen Orientierungslaufmeisterschaften. Nachdem sie 2009 und 2010 nicht in Erscheinung getreten war, erreichte sie bei den Weltmeisterschaften 2011 in Frankreich mit einem 15. Rang auf der Mitteldistanz ihr bis dahin bestes Ergebnis. Bei den World Games 2013 in Kolumbien sorgte sie erstmals mit einem vierten Platz im Sprint und einem dritten Platz auf der Mitteldistanz hinter der Finnin Minna Kauppi und der Schwedin Tove Alexandersson für Aufsehen. Zum Ende der Weltcupsaison 2013 wurde sie in Baden Dritte beim Post Financesprint. 2014 gewann sie wenige Tage vor ihrem 30. Geburtstag die Silbermedaille im Sprint bei den Europameisterschaften im portugiesischen Palmela. Wolynska hatte im Ziel einen Rückstand von zwei Sekunden auf die Schweizerin Judith Wyder. Auf der Mitteldistanz belegte Wolynska den sechsten Platz. Bei den Weltmeisterschaften 2014 in Italien verpasste sie im Sprint mit Platz vier eine Medaille um eine Sekunde. In der erstmals durchgeführten Mixed-Sprintstaffel wurde sie im ukrainischen Team mit Olha Pantschenko, Pawlo Uschkwarok und Ruslan Glibow Fünfte.
Wolynska lief international bereits für die Klubs Espoon Suunta (Finnland) und OK Skogsfalken (Schweden). Derzeit steht sie im Kader des schwedischen Klubs OK Orion. 2013 wurde sie schwedische Meisterin im Nacht-Orientierungslauf.

## Platzierungen
| Weltmeisterschaften  | Sprint | Mittel | Lang | Staffel | Mixed |
| -------------------- | ------ | ------ | ---- | ------- | ----- |
| 2006 Aarhus          | n.q.   | n.q.   |      | 13.     |       |
| 2007 Kiew            | n.q.   | n.q.   |      | 10.     |       |
| 2008 Olomouc         | 39.    | 27.    | n.q. | 16.     |       |
| 2011 Savoie          |        | 15.    | 14.  | 8.      |       |
| 2012 Lausanne        |        | 16.    | 29.  | 11.     |       |
| 2013 Vuokatti        | 11.    | 16.    |      | 9.      |       |
| 2014 Trient/Venetien | 4.     | 16.    |      | 8.      | 5.    |

| Europameisterschaften | Sprint | Mittel | Lang | Staffel |
| --------------------- | ------ | ------ | ---- | ------- |
| 2006 Otepää           | n.q.   | 44.    | 41.  | 9.      |
| 2012 Falun            |        | 23.    | 25.  | 12.     |
| 2014 Palmela          | 2.     | 6.     |      | 11.     |

| World Games | Sprint | Mittel | Mixed |
| ----------- | ------ | ------ | ----- |
| 2013 Cali   | 4.     | 3.     |       |

| Gesamt-Weltcup | Gesamt-Weltcup |
| -------------- | -------------- |
| 2006           | 114.           |
| 2007           | 104.           |
| 2008           | 89.            |
| 2009           | -              |
| 2010           | -              |
| 2011           | 51.            |
| 2012           | 40.            |
| 2013           | 27.            |

| Junioren-WM | Sprint | Mittel | Lang | Staffel |
| ----------- | ------ | ------ | ---- | ------- |
| 2003 Põlva  |        |        | 76.  | 13.     |
| 2004 Gdynia |        |        | 68.  | 21.     |